# Rojas (Argentina)
Rojas es la ciudad cabecera del partido homónimo, en el noroeste de la provincia de Buenos Aires, Argentina. Se ubica a 240 km de la ciudad de Buenos Aires, 200 km de Rosario, 52 km de Junín y 38 km de Pergamino. Se encuentra a la vera de la Ruta Nacional 188.
Para dirigirse a Buenos Aires se viaja por la RP 31, Ruta Nacional 7 y Autopista del Oeste.
Está situada en la denominada zona núcleo con las mejores tierras fértiles para la explotación agropecuaria, tanto de cereales como oleaginosas.
Presenta el típico aspecto de la mayoría de los pueblos de la Pampa Húmeda argentina, con un trazado de sus calles en forma de damero, y una plaza central alrededor de la cual se encuentran los principales centros administrativos y sociales, como el Palacio Municipal y la iglesia.

## Población
La ciudad fue poblada por sucesivas oleadas inmigratorias, destacándose muy especialmente las de origen español e italiano. La última oleada inmigratoria corresponde a inmigrantes laosianos.
El distrito cuenta con aproximadamente 25.290 habitantes (censo 2022). El 95 % de la población cuenta con servicios de agua corriente y cloacas, mientras que el 100% dispone de electricidad. El 88 % de la población habita en viviendas de categoría A (buena), el 8 % habita en viviendas de categoría B (regular) y el resto en viviendas de baja categoría.
La tasa de analfabetismo es del 1,82 %. En la ciudad se encuentran numerosos establecimientos educativos primarios y secundarios.
La ciudad de Rojas cuenta con 19,766 habitantes (Indec, 2010), lo que representa un incremento del 5,65% frente a los 18,708 habitantes (Indec, 2001) del censo anterior.
| Gráfica de evolución demográfica de Rojas entre 1960 y 2010 |
|                                                             |
| Fuentes: INDEC                                              |

## Clima
El clima es templado pampeano y oscila los 16 °C de temperatura media anual. En el invierno la temperatura mínima media es de 4 °C y la media máxima es de 15 °C, en verano la mínima media es de 17 °C y la máxima media es de 30 °C. Las nevadas son poco frecuentes pero el 9 de julio de 2007 nevó en cantidad como lo había hecho en 1973. En Rojas se han registado nevadas pero de menor intensidad que la de 2007 (la última de la que se tiene fecha había sido en junio de 1993, antes 1973, antes 1918).

### Registros de tornado
El 16 de septiembre de 1816 (hace 208 años) se registró uno de los primeros tornados anotados, que destruyó la localidad. El tornado derrumbó 62 casas, produjo 21 muertos y 82 heridos, en una población que no tenía médico.
El 16 de octubre de 2009 (hace 15 años) se formó un tornado a 30 km de la ciudad, a juzgar por las dimensiones del mismo, se podría decir que se trató de un F2.

## Economía
La principal actividad económica son la agricultura, la ganadería, los servicios y las agro industrias.
En Rojas existe la más antigua industria de capitales nacionales aún en funcionamiento: Molinos Cabodi, fundada en 1853.

## Educación
La municipalidad de Rojas firmó un convenio con la Universidad Nacional del Noroeste de la Provincia de Buenos Aires (UNNOBA), con rectorado en la ciudad de Junín, para el dictado de la diplomatura "Herramientas para la Gestión del Desarrollo Territorial y Empleo".
La Universidad Nacional del Litoral, con sede central en la ciudad de Santa Fe, posee una dependencia en el Centro de Empleados de Comercio de Rojas, para la propuesta académica a distancia de esa universidad.
En Rojas se pueden cursar tecnicaturas de la Universidad Tecnológica Nacional, a través de la Regional San Nicolás.
También a partir del 28 de febrero de 2013 funciona la escuela para la formación de futuro miembros de la policía de la provincia de Buenos Aires es según lo informaron las autoridades pertinentes, una sede descentralizada de la escuela Juan Vucetich.
Desde el año 2004 funciona el Instituto Superior de Formación Docente y Técnica, D.I.P.R.E.G.E.P. N.º 7622, Conservatorio de Música; dictando la Formación Básica para niños y preadolescentes y para jóvenes y adultos, en distintas especialidades instrumentales como guitarra, piano, violín, flauta traversa, clarinete y saxofón.
Se dictan también distintos talleres como : Taller de danzas clásicas, de guitarra popular y taller infantil de piano.

## Personajes célebres
Rojas es conocida por haber sido el lugar donde nació y pasó su infancia el célebre escritor Ernesto Sabato, considerado el hijo pródigo por los habitantes de la ciudad. Se conserva su casa natal y la escuela en la que cursó sus estudios primarios. Jorge, Juan y Arturo Sabato son también oriundos de Rojas.
Residió gran parte de su vida en el partido de Rojas el exgobernador justicialista de la provincia de Buenos Aires, el extinto mayor Vicente Carlos Aloé.
En la zona este del partido de Rojas aún se conserva el Puesto El Clavo, donde pernoctó Manuel Dorrego la noche anterior a su fusilamiento.
El múltiple campeón de turismo de Carretera, Juan Gálvez, cumplió actividad comercial en Rojas y en los últimos años de su trayectoria su cupecita llevaba la inscripción "Ciudad de Rojas".
Otros personajes famosos son los futbolistas Lisandro López (nacido en Rafael Obligado), jugador del Olympique de Lyon y Racing Club de Avellaneda, y Federico Vilar, arquero del Atlante de México y de Boca Juniors de Argentina. También se agrega a la nómina, Raúl Speroni (h) quien se desempeñó como futbolista en la Argentina en las inferiores de Estudiantes de La Plata y Vélez Sarsfield, luego tuvo un paso por Arsenal de Sarandi en donde fue parte del plantel que logró la Copa Sudamericana. También estuvo en el Club Zamora de Venezuela, un paso fugaz por España, país en el cual no pudo jugar por problemas de papeles, actualmente se desempeña en la 3.er categoría del ascenso de Rumania y es el goleador del equipo. Otro futbolista rojense que ha viajado por el mundo es Leonardo Oscar Cavalcabue quien luego de salir de las inferiores de Boca paso por Platense entre otros y su último club fue el Cant Ho de Vietnam.
El pelotaris Marcelo Franco, varias veces campeón mundial de pelota a paleta en varias modalidades, medalla dorada en el panamericano de 1996 en Mar del Plata.
También en el plano deportivo se destaca el joven jockey Gustavo Emiliano Calvente, quien es uno de los diez jinetes más ganadores en los hipódromos de San Isidro, Palermo y La Plata, y es considerado la gran promesa del turf argentino. Su padre, Héctor Gustavo, fue también jockey devenido ahora en entrenador, siendo quién llevó a la victoria en diez oportunidades a la yegua clásica Quebramar, ícono de la hípica rojense. También el hijo de Héctor Calvente, Franco Calvente que comenzó con su actividad de jockey en el 2013 en el hipódromo de Palermo y La Plata, luego de tanto esfuerzo le dieron el permiso para poder correr en el Hipódromo de San Isidro. En la cría de sangre pura de carrera, el partido de Rojas se destaca por el haras El Alfalfar conducido por Alfredo Camogli e hijos, cuna de grandes caballos como Seaborg, Montubio, Ritón, Compatible, Quebramar, La Tosquera, Compasivo Cat, Llorón Cat, Tristeza Cat,Todo Tango Key,ganadores de grandes clásico (G1).
La ciudad también fue reconocida por el equipo de vóley local, Rojas Scholem, en la Liga Argentina de Clubes de Voleibol, un emprendimiento de los hermanos José y Luis Aladro, cuyo principal exponente supo ser Hugo Conte, obteniendo el título de 2001-2002 y el Campeonato Sudamericano de Clubes de 2003.

## Parroquias de la Iglesia católica en Rojas
| Diócesis  | San Nicolás de los Arroyos |
| --------- | -------------------------- |
| Parroquia | San Francisco de Asís      |